# Pardosa azerifalcata
Pardosa azerifalcata este o specie de păianjeni din genul Pardosa, familia Lycosidae, descrisă de Marusik, Guseinov și Koponen în anul 2003.
Este endemică în Azerbaijan. Conform Catalogue of Life specia Pardosa azerifalcata nu are subspecii cunoscute.